# Липки (Ровненская область)

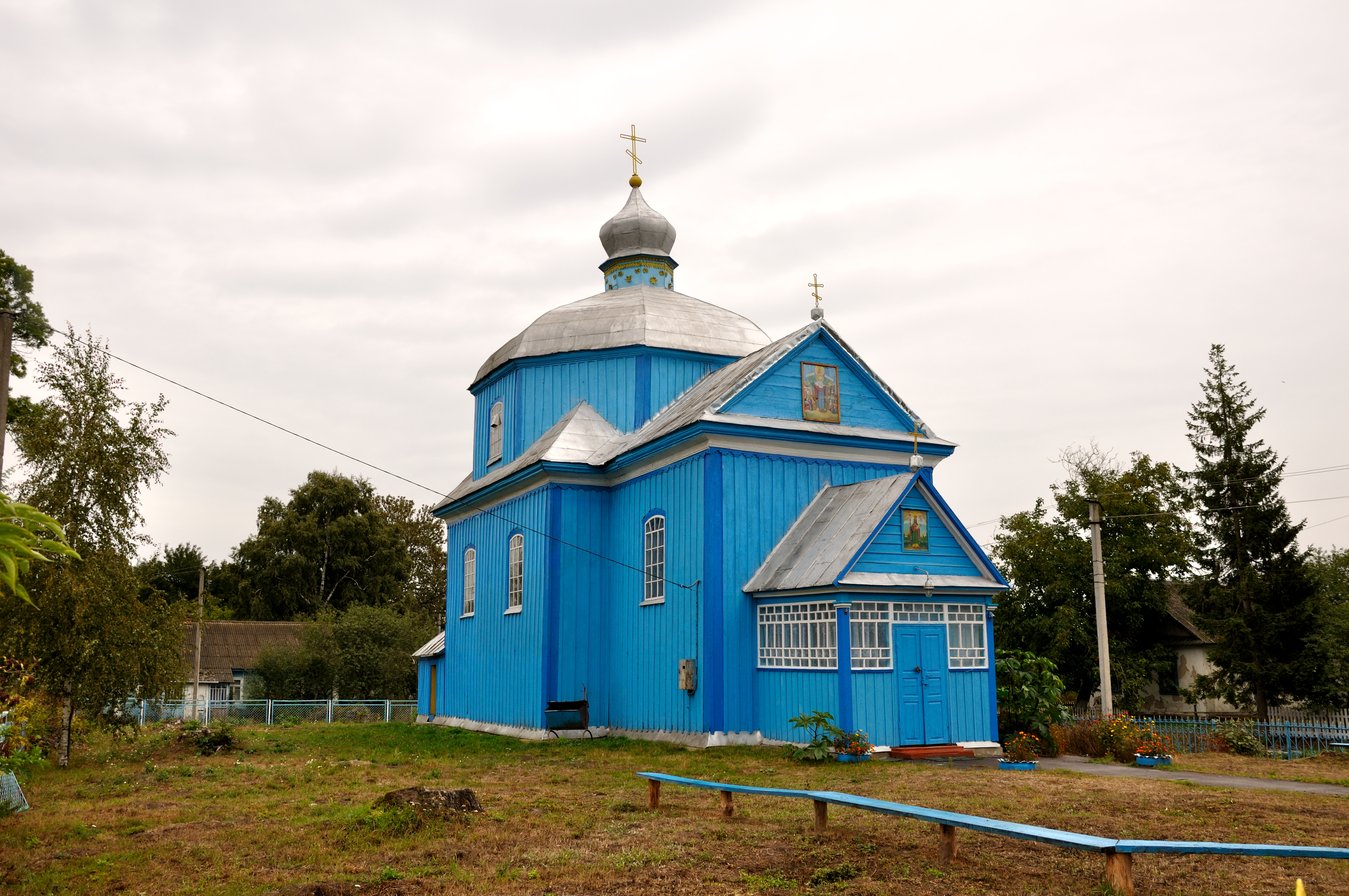
Церковь Параскевы

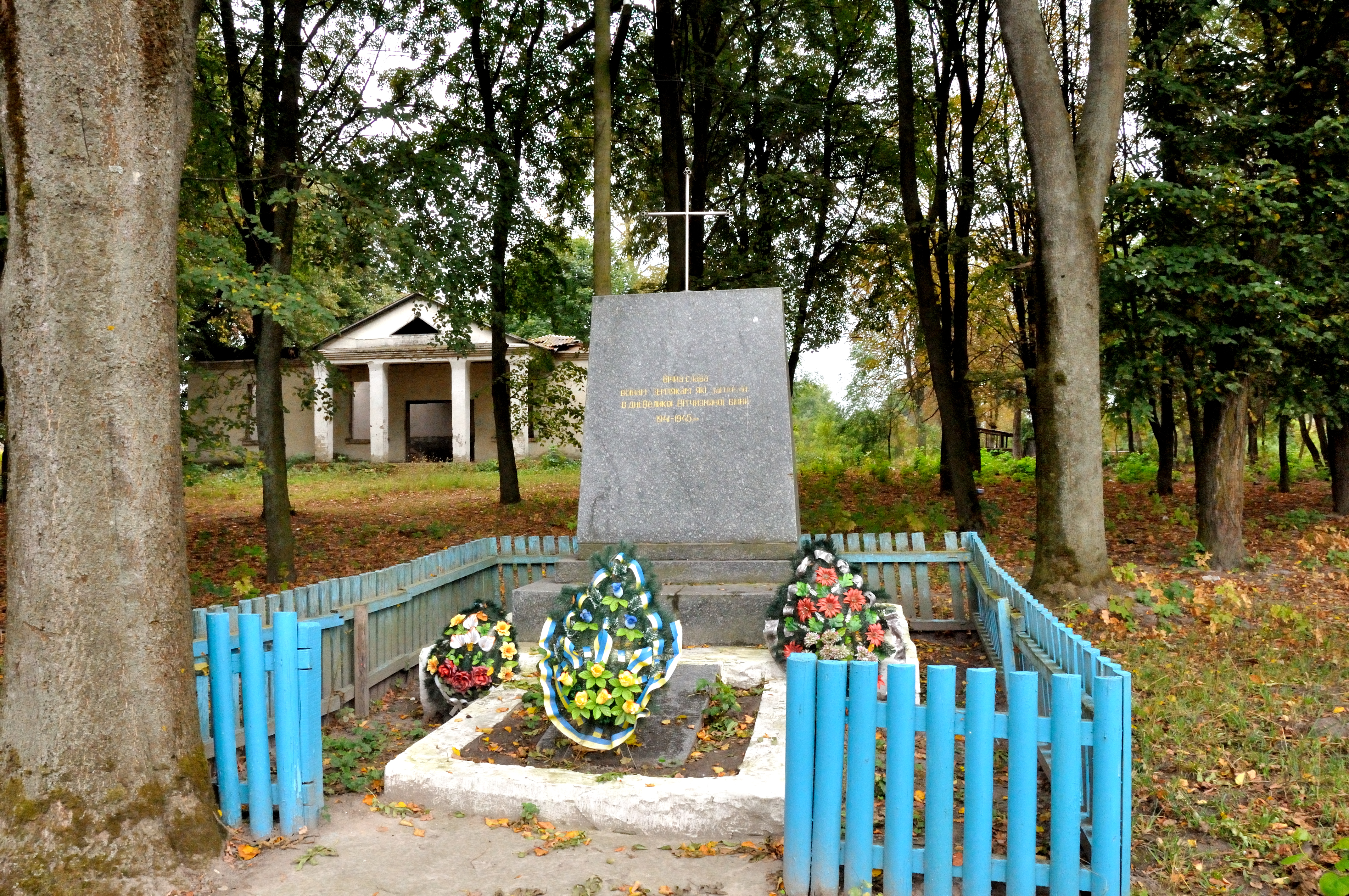
Памятник односельчанам, погибшим в Великой Отечественной войне

Липки (укр. Липки) — село, входит в Гощанскую поселковую общину Ровненского района Ровненской области Украины.
Население по переписи 2001 года составляло 499 человек. Почтовый индекс — 35420. Телефонный код — 3650. Код КОАТУУ — 5621284401.